# Piotr Ligienza
Piotr Ligienza (ur. 31 maja 1982 w Dzierżoniowie) – polski aktor.

## Życiorys
Urodził się i wychował w Dzierżoniowie, gdzie uczęszczał do II Liceum Ogólnokształcącego. Pierwsze kroki w aktorstwie stawiał w Dzierżoniowskim Ośrodku Kultury. Studiował w Państwowej Wyższej Szkole Teatralnej w Krakowie, gdzie uzyskał dyplom w 2006 roku. Współpracował ze Starym Teatrem w Krakowie, m.in. „Komponenty” w reż. M. Borczucha, z Teatrem Rozmaitości w Warszawie, m.in. „Tlen” oraz „Helena S.” w reż. A. Koniecznej czy „Sny” w reż. Ł. Kosa oraz Teatrem Polskim w Bydgoszczy, gdzie zagrał w spektaklu „Plastelina” w reż. G. Wiśniewskiego (2005 r. IV Festiwal Prapremier – Nagroda Radia PiK oraz Nagroda Jajco w Werdykcie Młodych, za rolę Maksa).
Od 2006 r. aktor Teatru Powszechnego w Warszawie, m.in. „Albośmy to jacy tacy” w reż. P. Cieplaka czy „Lot nad kukułczym gniazdem” w reż. J. Buchwalda – nominacja do Nagrody Feliksa Warszawskiego za najlepszą drugoplanową rolę męską. Współpracuje z Teatrem na Woli, „Ostatni Żyd w Europie” w reż. O. Chajdas, Teatrem „Polonia”, „Starość jest piękna” w reż. Ł. Kosa czy „Romulus Wielki” w reż. Krzysztofa Zanussiego oraz Teatrem Narodowym, „Marat-Sade” w reż. M. Kleczewskiej.

## Filmografia
- 2004: RH+ jako Mateusz
- 2004: Osiemnaście jako Robert
- 2007: Środa czwartek rano jako Mati, właściciel mieszkania
- 2007: Ranczo Wilkowyje jako Fabian Duda
- 2007–2009, 2011–2016: Ranczo jako Fabian Duda
- 2008: Trzeci oficer jako chory w szpitalu psychiatrycznym (odc. 11)
- 2008: Skorumpowani jako Maciek Burzyński, syn Witolda
- 2008: Skorumpowani jako Maciek Burzyński, syn Witolda
- 2008: Na dobre i na złe jako Darek (odc. 326)
- 2008: Kryminalni jako Eryk (odc. 89)
- 2008: 0 1 0 jako Tomek
- 2009: Synowie jako Kuba
- 2009: Popiełuszko. Wolność jest w nas jako Witek, student medycyny
- 2009–2013: Popiełuszko. Wolność jest w nas jako Witek, student medycyny
- 2010: Ojciec Mateusz jako Wojtek (odc. 48)
- 2010: Maraton tańca jako Piotr Grzelak, mąż Moniki
- 2011: Układ Warszawski jako Grzegorz Wysocki, brat Tomasza (odc. 5)
- 2011: Daleko od noszy jako młodzieniec (odc. 195)
- 2012, 2015: Barwy szczęścia jako paparazzo Leopold Banasiuk
- 2013: Czas honoru jako partyzant „Jeleń”, członek oddziału Władka
- 2014: Ojciec Mateusz jako Andrzej (odc. 135)
- 2015: Uwikłani jako Janusz Malak
- 2015: Strażacy jako Romek
- 2016: Planeta singli jako randkowicz Mati
- 2016: Ojciec Mateusz jako Maciej Gajewski, pielęgniarz w domu pogodnej starości (odc. 204)
- 2016: Barwy szczęścia jako dziennikarz Lolek (odc. 1388 i 1408)
- 2017: Na dobre i na złe jako Tomek (odc. 668)
- 2017: Komisarz Alex jako aspirant Marek Rafałek (odc. 121)
- 2017–2019: Dziewczyny ze Lwowa jako kontrabasista Jurek
- 2017: Druga szansa jako diler (odc. 7 i 12)
- 2018–2019: Za marzenia jako Paweł
- 2018: Nina jako Maciek
- 2018–2019: Korona królów jako Mikołaj Ligenza
- 2019: Pierwsza miłość jako Sebastian
- 2019: Echo serca jako Kamil Florczyk (odc. 31)
- 2020: Mały zgon jako fotograf (odc. 5)
- 2021: Na Wspólnej jako Emil Larsson  (odc. 3208-3210)

## Dubbing
- 2008: Bunio i Kimba
- 2010–2013: Victoria znaczy zwycięstwo – Evan
- 2021: Spider-Man: Bez drogi do domu – Peter Parker / Spider-Man[1]

## Role teatralne[2]
- Electronic City – Falk Richter – (2003, reż. Redbad Klynstra, TR Warszawa)
- Sny – Iwan Wyrypajew – (2004, reż. Łukasz Kos, TR Warszawa)
- Tlen – Iwan Wyrypajew – (2004, reż. Aleksandra Konieczna, TR Warszawa)
- Gang-Bang – Paweł Sala – (2005, reż. Krzysztof Jaworski, Narodowy Stary Teatr w Krakowie)
- Komponenty – Małgorzata Owsiany – (2005, reż. Michał Borczuch, Narodowy Stary Teatr w Krakowie)
- Plastelina – Wasilij Sigariew – (2005, reż. Grzegorz Wiśniewski, Teatr Polski w Bydgoszczy)
- Kapelusz pełen deszczu – Gazzo Michael Vincente – (2005, reż. Krzysztof Globisz, PWST w Krakowie)
- Helena S. – Monika Powalisz – (2006, reż. Aleksandra Konieczna, TR Warszawa)
- Bliżej – Patrick Marber – (2006, reż. Kuba Kowalski, Teatr Nowy w Krakowie)
- Nadobnisie i Koczkodany, czyli Zielona Pigułka – Stanisław Ignacy Witkiewicz (2006, reż. Łukasz Kos, Teatr Powszechny w Warszawie)
- Omyłka – Demirski Paweł, Klemm Wojtek (2007, reż. Wojtek Klemm, Teatr Powszechny w Warszawie)
- Albośmy to jacy, tacy... – Stanisław Wyspiański (2007, reż. Piotr Cieplak, Teatr Powszechny w Warszawie)
- Językami mówić będą – Andrew Bovell (2008, reż. Małgorzata Bogajewska, Teatr Powszechny w Warszawie)
- Ostatni Żyd w Europie – Tuvia Tenenbom (2008, reż. Olga Chajdas, Teatr na Woli w Warszawie)
- Starość jest Piękna – Esther Vilar (2008, reż. Łukasz Kos, Teatr Polonia w Warszawie)
- Przebudzenie wiosny – Frank Wedekind (2008, reż. Helena Kaut-Howson, Teatr Powszechny w Warszawie)
- Romulus Wielki – Friedrich Dürrenmatt (2009, reż. Krzysztof Zanussi, Teatr Polonia w Warszawie)
- Lot nad kukułczym gniazdem – Dale Wasserman (2009, reż. Jan Buchwald, Teatr Powszechny w Warszawie)
- Marat/Sade – Peter Weiss (2009, reż. Maja Kleczewska, Teatr Narodowy w Warszawie)
- Zły – Leopold Tyrmand (2010, reż. Jan Buchwald, Teatr Powszechny w Warszawie) jako Witold Halski
- Sieroty – Dennis Kelly (2011, reż. Grażyna Kania, Teatr Powszechny w Warszawie) jako Liam[3]